# مجزرة حماة 1982
مجزرة حماة هي مجزرة حصلت في فبراير من عام 1982 حينما أطبقت القوات المسلحة السورية وسرايا الدفاع حصارًا على مدينة حماة بناءً على أوامر من رئيس البلاد حافظ الأسد ولمدة 27 يومًا من أجل قمع انتفاضة الإخوان المسلمين ضدّ الحكومة. أنهت المذبحة التي نفذها الجيش السوري بقيادة اللواء رفعت الأسد فعليًا الحملة التي بدأت في عام 1976 من قِبل الجماعات الإسلاميّة السنية وعلى رأسهم جماعة الإخوان المسلمين ضدّ النظام.
ذكرت التقارير الدبلوماسية الأولية الواردة من الدول الغربية أن 1000 شخص قد لقوا حتفهم خلال هذه المجزرة؛ بينما اختلفت التقديرات التي صدرت في وقتٍ لاحقٍ إذ قيل إنّ 2000 مواطن سوري قد قُتل خلال الحملة وهو العدد الذي تبنّتهُ عددٌ من وسائل الإعلام الحكوميّة؛ فيما قدّر آخرون وعلى رأسهم روبرت فيسك أن عدد الضحايا قد بلغَ 20,000؛ بينما قالت اللجنة السورية لحقوق الإنسان إن حصيلة الضحايا قد تجاوزت 40,000. قُتل خلال العملية أيضًا حوالي 1000 جندي سوري كما دُمّرت أجزاء كبيرة من المدينة القديمة؛ وقد وُصفَ الهجوم بأنه أحد «أكثر الأعمال دموية التي قامت بها حكومة عربية ضد شعبها في التاريخ الحديث للشرق الأوسط».
وصِفَ هذا الاعتداء بـ«المذبحة الإباديَّة»؛ فقد كانت مدفوعةً بالتحامل الطائفي تجاه أبناء الطائفة السنّية في المدينة. ما تزال ذكرى المجزرة جانبًا هامًا من الثقافة السورية، ولذا فإنّها تثير مشاعر جياشة بين السوريين حتّى يومنا هذا. جاء قادة الثوار على ذكر مجزرة حماة عندما طردوا قوات نظام الأسد من المدينة بعد تكلل العملية التي أطلقوها للسيطرة على حماة بالنجاح في شهر ديسمبر من عام 2024، والتي انتهت بإسقاط حكم عائلة الأسد الاستبدادي للبلاد.
تقولُ المعارضة السورية أنّ الغالبية العظمى من الضحايا كانوا من المدنيين، كما تتهمُ النظام بالتسبّب في كل ما حصل بينما ينفي الإعلام الحكومي السوري هذهِ البيانات مُعتبرًا إيّاها مجرد «مزاعم» حيثُ يتحدث عن روايةٍ أخرى مخالفة لرواية المعارضة بحيثُ يؤكّد على أنّ «المتمردين المناهضين للحكومة» قد «بدأوا في أعمال التخريب والقتل بعدما استهدفوا جنود الجيش في منازلهم وقتلوا من قتلوا النساء والأطفال؛ ثمّ رموا جثث «الشهداء» في الشوارع ... عملت قوات الأمن على مواجهة هذه «الجرائم» ولقّنت «القتلة» درسًا لن ينسوه.»

## خلفية

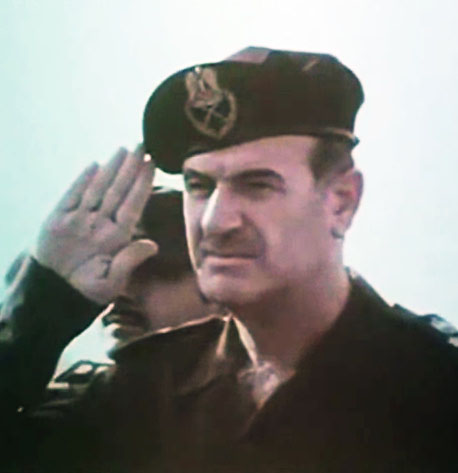
الرئيس السوري حافظ الأسد بالزي العسكري في الثمانينات

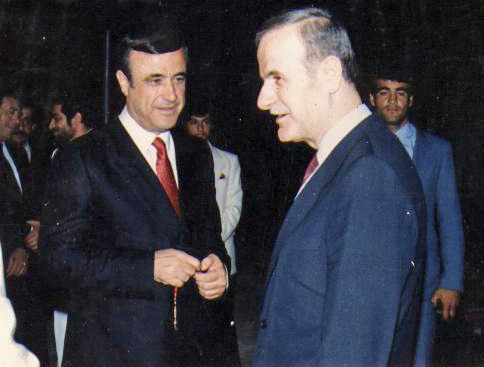
الرئيس السوري حافظ الأسد (على اليمين) رفقةَ أخيه رفعت الأسد (على اليسار)

اصطدمَ حزب البعث السوري الذي كان يؤيّد القومية والاشتراكية العربية معَ جماعة الإخوان المسلمين وهي جماعة ذات أيديولوجية إسلامية سنية منذ عام 1940. تصادمَ الطرفانِ في عددٍ من النقاط؛ فحزب البعث على سبيل المثال كان «علمانيًا وطنيًا» فيما كان الإخوان المسلمون – شأنهم شأن معظم الجماعات الإسلامية الأخرى – يرونَ أن القومية يجبُ أن تكون إسلامية فقط كما رأوا أنه لا يُمكن فصل الدين عن السياسة. كان معظم أعضاء حزب البعث من خلفيات غامضة ويُفضّلون السياسات الاقتصادية الراديكالية بينما كان الإخوان المسلمون يُسيطرون على الأسواق التقليدية ويميلون إلى اعتبار تدخل الحكومة في الاقتصاد تهديدًا.
كانت مدينة حماة على وجهِ الخصوص «معقلًا للتيار المحافظ وللإخوان المسلمين» ولطالما كان النظام السوري «يشكّ» فيها باعتبارها معقلًا لمعارضي حزب البعث. وقع أول صدام واسع النطاق بين الطرفين بعد فترة وجيزة من انقلاب عام 1963 والذي حصل فيهِ حزب البعث على السلطة في سوريا لأول مرة. بحلول نيسان/أبريل من عام 1964؛ اندلعت أعمال شغبٍ في حماة حيث قام «المتمردون» من الإخوان وغيرهم بإقامة حواجز على الطرق وتخزين المواد الغذائية والأسلحة ونهب محلات النبيذ مما تسبّبَ في اشتباكات قُتل فيها أحد أفراد ميليشيا حزب البعث فاشتدّ الصدام بعدما هاجمَ «المتمردون» بقايا حزب البعث في المدينة. هذا الأخير أحضرَ الدبابات لسحق التمرد؛ فقتلَ حوالي 70 من أعضاء جماعة الإخوان المسلمين كما أُصيب كثيرون بجروح أو أسروا فيما اختفوا آخرين دون أن يُعثر عليهم.
بعد كلّ تلك الاشتباكات؛ تطوّرت الأمور بعدما دخلت الحكومة في صراعٍ مع عددٍ من جماعات الإسلام السياسي قبل أن تغزو لبنان في عام 1976. من سنة الغزو وحتّى عام 1982؛ قاتلَ الإسلاميون الحكومة السورية التي يُسيطر عليها حزب البعث العربي الاشتراكي. طوال تلك السنوات الست؛ قامت جماعة الإخوان المسلمين بأنشطة حرب العصابات في مدن متعددة داخل البلاد مُستهدفةً الضباط العسكريين والمسؤولين الحكوميين فيما قمعتهم الحكومة بقوّة حيثُ استخدمت مختلف الأساليب بما في ذلك التعذيب والاعتقالات الجماعية وتنفيذ عددٍ من المذابح المتفرّقة من هنا وهناك. بحلول تمّوز/يوليو 1980؛ سنّت الحكومة السورية قانونًا جديدًا يقضي بإعدامِ كل من انتسبَ لجماعة الإخوان المسلمين وصارَ عضوًا فيها.
خلال السنوات الأولى من عقد الثمانينيات من القرن العشرين؛ شنّت جماعة الإخوان المسلمين والعديد من الفصائل الإسلامية هجمات بالقنابل على الحكومة ومسؤوليها كما حاولت اغتيال حافظ الأسد في 26 حزيران/يونيو 1980 خلال حفلِ استقبالٍ رسميّ لرئيس مالي بعدما استهدفهُ أحدهم بسلاح رشّاش بالإضافةِ إلى تفجيرِ قنبلة يدوية على مقربةٍ منه. لقد كان انتقام الأسد سريعًا وبلا رحمة؛ فبعد سويعات قليلة من نجاتهِ من محاولة الاغتيال الفاشلة؛ انتشرت أخبار وتقارير أفادت بأن جنود تابعين لميليشيات يرأسها رفعت الأسد قد أقدموا على إعدام 1200 شخصًا في زنزاناتهم في سجن تدمر بالقربِ من مدينة تدمر. في العام الموالي؛ قُتل أكثر من 300 من سكان مدينة حماة على أيدي قوات الأمن فيما قِيل إنه «هجومٍ انتقامي» لما قامت بهِ الجماعات الإسلامية.

## أحداث المجزرة

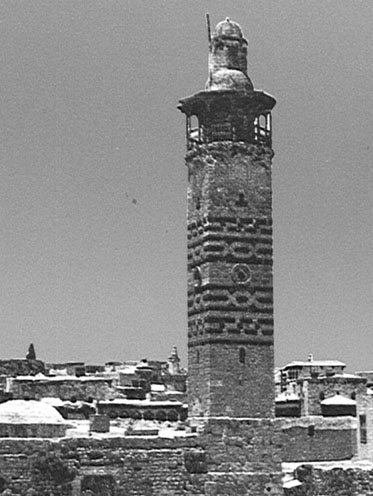
قسم من حماة قبل هجوم النظام

دامت المجزرة 27 يومًا بدءًا من 2 شباط/فبراير 1982؛ وكان النظام السوري قد قام بحشدِ كل من:
- سرايا الدفاع
- اللواء 47/دبابات
- اللواء 21/ميكانيك
- الفوج 21/إنزال جوّي (قوات خاصّة).

### هجمات الحكومة
وفقًا للصحفيّ والكاتب البريطاني باتريك سيل «فإنّ كل مظليّ أُرسل إلى حماة؛ قيل له أنه هذه المرة يجبُ القضاء على «التشدد الإسلامي» مهما كانت التكلفة.» لقد تمّ تعبئة الجيش؛ حيث وافقَ الرئيس حافظ الأسد على إرسالِ سرايا الدفاع التي كان يقودها شقيقهُ ووحدات النخبة في الجيش بالإضافةِ إلى وكلاء من شعبة الاستخبارات العسكريّة. قبل الهجوم بقليل؛ دعت الحكومة السورية «الجماعات المتمردة» داخل المدينة إلى الاستسلام وحذرت من أن أي شخص باقٍ في المدينة سيُعتبر «متمردًا». بدأَ الهجوم فعليًا؛ حيثُ حاصر حواليّ 12,000 جنديًا مدينة حماة لمدة ثلاثة أسابيع. قضت القوات النظامية الأسبوع الأول في محاولة «استعادة السيطرة على المدينة» فيمَا قضت الأسبوعين الأخيرين في «ملاحقة المتمردين».
وفقًا لمنظمة العفو الدولية؛ فإن الجيش السوري قد قصفَ وسط المدينة بالطائرات الحربيّة لتسهيل دخول المشاة والدبابات عبر الشوارع الضيقة. تقولُ المنظمة الحقوقيّة أن القوات الحكوميّة قد هدّمت معظم المباني في طريقها خلال الأيام الأربعة الأولى من القتال بل إنّها دمرت أجزاءً كبيرةً من المدينة القديمة فيما أشارت تقارير غير مؤكدة إلى استخدام قوات الحكومة لسيانيد الهيدروجين. لقد طوّقت القوات التابعة لرفعت المدينة بالمدفعية وقصفتها؛ ثم قامت بتمشيط الأنقاض بحثًا عن أعضاء ومؤيدي الإخوان المسلمين الباقين على قيدِ الحياة. قِيل حينها إن «المتمردين» كانوا لا يزالون مختبئين في الأنفاق تحت المدينة القديمة؛ ما دفعَ بالجيش السوري إلى ضخ وقود الديزل عليهم فيما تمركزت الدبابات عند مخارج المدينة لقصف «المتشددين الفارين».

## تقارير الصحافة

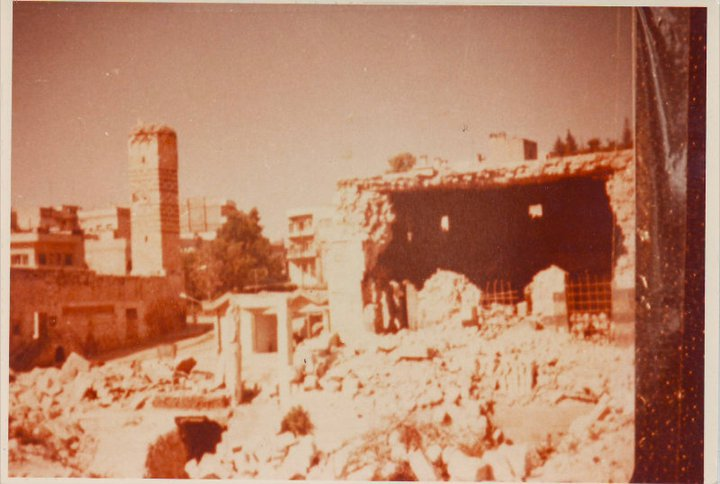
بعد مجزرة حماة

تشير التقارير التي نشرتها الصحافة الأجنبية عن تلك المجزرة إلى أن الحكومة السورية منحت القوات العسكرية كامل الصلاحيات لضرب المعارضة وتأديب المتعاطفين معها. ولتفادي الاحتجاجات الشعبية والإدانة الخارجية فرضت السلطات تعتيمًا على الأخبار، وقطعت طرق المواصلات التي كانت تؤدّي إلى المدينة، ولم تسمح لأحد بالخروج منها، وخلال تلك الفترة كانت حماة عُرضةً لعملية عسكرية واسعة النطاق شاركت فيها قوات من الجيش والوحدات الخاصة وسرايا الدفاع والاستخبارات العسكرية ووحدات من المخابرات العامة. وقاد تلك الحملة العقيد رفعت الأسد الشقيق الأصغر للرئيس السوري حافظ والذي عُيّن قبل المجزرة بشهرين مسؤولاً عن الحكم العرفي في مناطق وسط سوريا وشمالها ووضعت تحت إمرته قوة تضم 12 ألف عسكري مدربين تدريبًا خاصًا على حرب المدن.
لقد عكست اضطرابات حماة تحولًا واضحًا في السياسة التي اتبعتها الحكومة السورية في ذلك الوقت والتي تمثلت في الاستعانة بالجيش والقوات المسلحة على نطاقٍ واسعٍ لإخماد العنف السياسي الذي اندلع بين عامي 1979 و 1982، والزج بالمدنيين في معترك الصراع مع المعارضة، وقد كان هؤلاء المدنيون هم الضحية الأبرز في المجزرة؛ حتى أن سوريا بعد تلك المذبحة لم تشهد أي احتجاجات شعبية كبيرة على السياسات التي ينتهجها النظام إلى عام 2011 عندما اندلعت الثورة السورية تزامنًا معَ ثورات الربيع العربي.

## الخسائر البشريّة
اختلف عدد ضحايا المجزرة باختلاف المصادر:

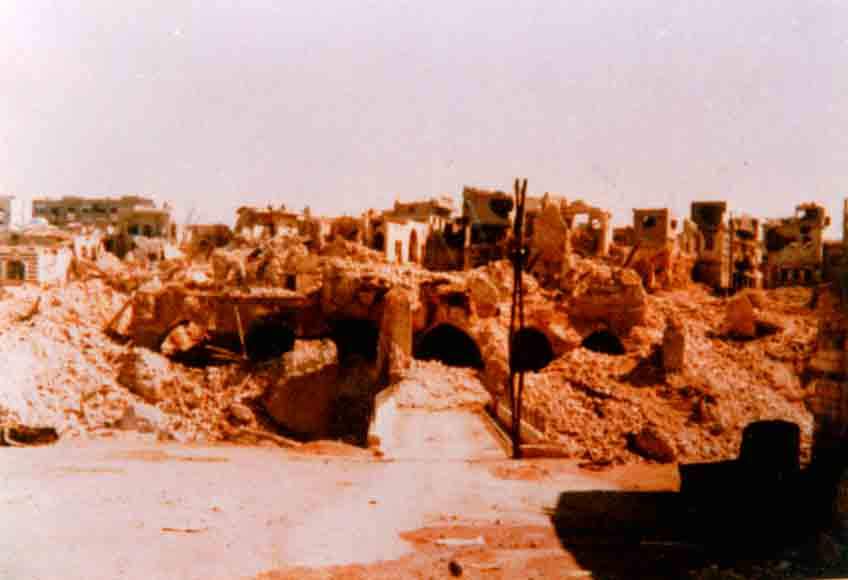
جزء من مدينة حماة بعد مجزرة حماة عام 1984م

- جزء من مدينة حماة بعد مجزرة حماة عام 1984مقالّ روبرت فيسك (الذي كان في حماة بعد المجزرة بفترة قصيرة) إنّ عدد الضحايا بلغَ 10,000 تقريبًا ثمّ عاد لتحديث إحصائياته فيما بعد مؤكدًا على أن العدد قد وصلَ إلى 20,000.[22]
- ذكرت جريدة الإندبندنت بأن عدد الضحايا يصل إلى 20,000.[23]
- وفقًا لتوماس فريدمان فإنّ رفعت الأسد شقيق الرئيس حافظ قد تباهى بأنه قتل 38,000 في حماة.[2][3][24]
- قالت اللجنة السورية لحقوق الإنسان إن عدد القتلى قد تراوحَ بين 30,000 و 40,000؛ غالبيتهم العظمى من المدنيين وقضى معظمهم رمياً بالرصاص بشكل جماعي ثم تم دفن الضحايا في مقابر جماعية.

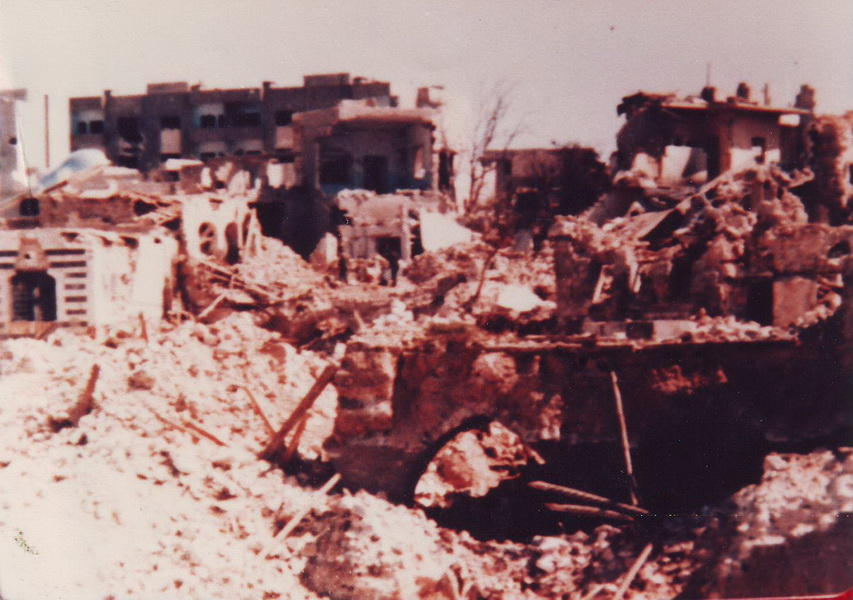
حماة بعد القصف

- حماة بعد القصفتُشير بعض التقارير إلى صعوبة التعرف على جميع الضحايا لأن هناك ما بين 10,000 و 15,000 مدني اختفوا منذ وقوع المجزرة، ولم يُعرف ما إذا كانوا أحياء في السجون العسكرية أم أموات.[25][ا]

## ما بعد المجزرة

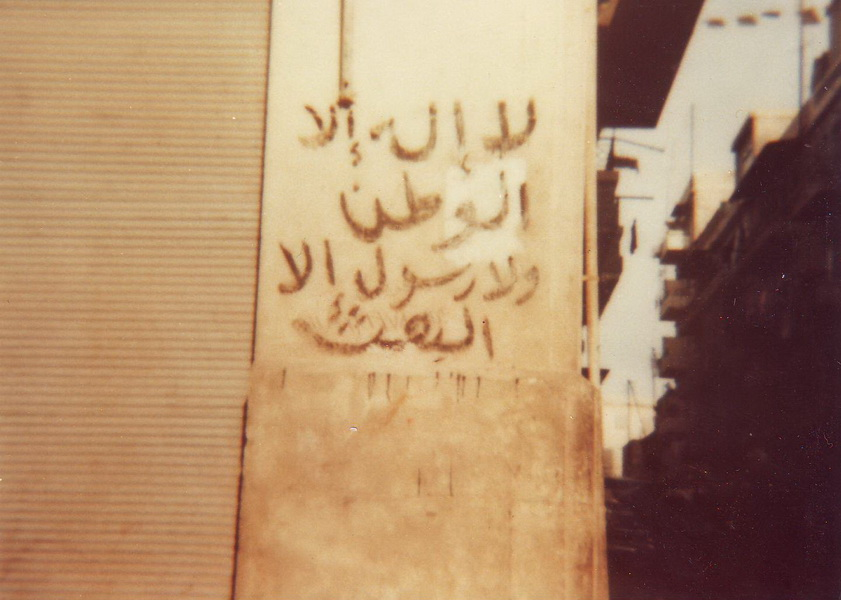
صورة جدار بعد مجزرة حماة كتبت عليها "لا إله إلا الوطن ولا رسول إلا البعث"

بعد انتفاضة حماة؛ نجحَ النظام السوري في كسرِ «التمرد الإسلامي» ومنذ ذلك الحين عملت جماعة الإخوان المسلمين في المنفى بينما استسلمت فصائل أخرى أو انسحبت نهائيًا من المشهد. تشدّدت مواقف الحكومة في سوريا بشكل كبير خلال الانتفاضة؛ وكان حافظ الأسد يعتمد بشكل أكبر على القمع أكثر منه على التكتيكات السياسية.
عقبَ المجزرة؛ حصلت فوضى في صفوف الجماعات المُعارِضة بل شهدت بعض الفصائل انقسامات داخلية عنيفة أثرت على قضيتهم الرئيسية كما أن صمت باقي المدن والمحافظات أثّر في المعارضين بشكلٍ كبير. فرّ معظم أعضاء «الجماعات المتمردة» من البلاد أو ظلوا في المنفى؛ خاصة في الأردن والعراق بينما ذهب آخرون إلى الولايات المتحدة والمملكة المتحدة وألمانيا. أمّا جماعة الإخوان المسلمين – وهي أكبر جماعة معارضة – فقد انقسمت إلى فصيلين؛ واحدٌ تخلّى عن فكرة «الكفاح المسلح» محاولًا اعتناق موقفٍ أكثر اعتدالا واتخذ في نهاية المطاف من المملكة المتحدة مقرًا له فيما بقي ثانٍ يؤمن بفكرة الثورة ضدّ النظام وإسقاطه لكنّ أعضائه انتقلوا للعراق وظلوا هناك لسنوات قبل أن ينضموا للتيّار الرئيسي في لندن. الجدير بالذكرِ هنا أنّ مجزرة أو مذبحة حماة غالبًا ما تثار عندَ الحديث عن السجّل السيئ لحكومة حافظ الأسد في مجال حقوق الإنسان.

## وصلات خارجية
- مجزرة حماة على موقع مؤسسة الذاكرة السورية
- تقرير اللجنة السورية لحقوق الإنسان: مجزرة حماة (1982) ... مسؤولية القانون تَستوجبُ المحاسبة
- حماة 82 - الصندوق الأسود وثائقي من قناة الجزيرة